# Utricularia dichotoma
Utricularia dichotoma este o specie de plante carnivore din genul Utricularia, familia Lentibulariaceae, ordinul Lamiales, descrisă de Jacques-Julien Houtou de La Billardière. Conform Catalogue of Life specia Utricularia dichotoma nu are subspecii cunoscute.

## Galerie

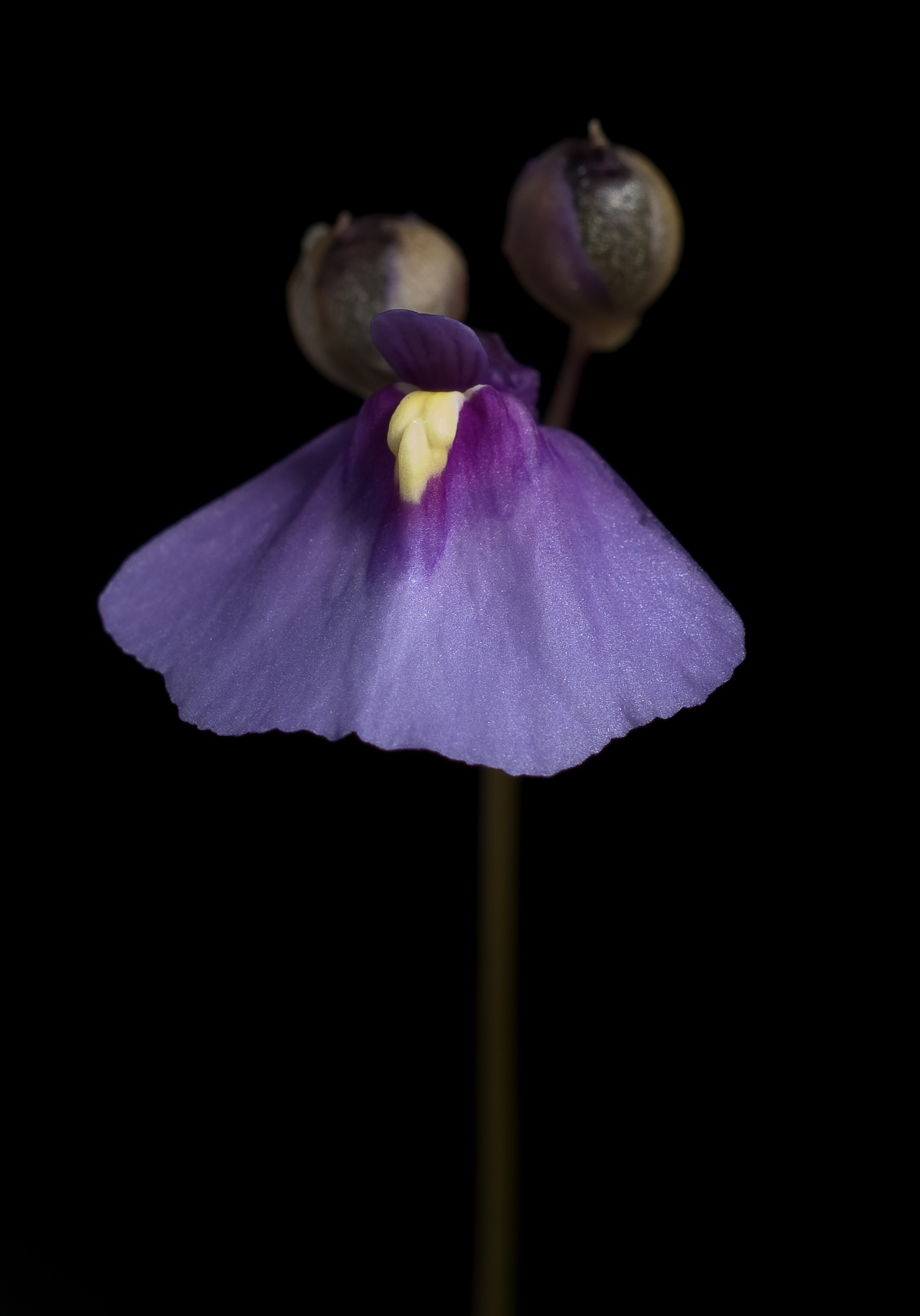